# Maserati Ghibli I
Maserati Ghibli I — итальянский спортивный автомобиль, выпускавшийся в 1967—1973 годах.

## Разработка
Впервые новый автомобиль Maserati Ghibli появился на Туринском автосалоне в ноябре 1966 года на стенде дизайн-ателье Ghia, в котором над ним тщательно работал 28-летний Джорджетто Джуджаро. По новым правилам производителя, модель в качестве имени получила название ветра, на этот раз — ураганного южноамериканского. Ghibli стал последним суперкаром компании Maserati с передним расположением двигателя — модель Bora, которая начала выпускаться ещё в период производства Ghibli, уже строилась с мотором над задней осью.

## Описание

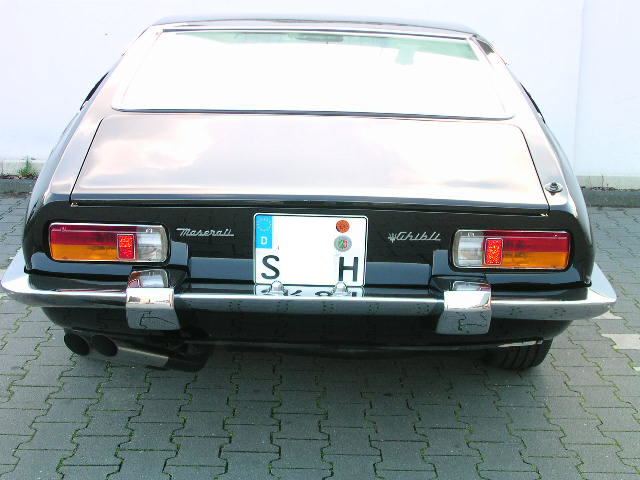
Вид сзади

Дизайн двухдверного купе был довольно неординарным, некоторые называли его самым красивым автомобилем от Maserati. Закрывающиеся фары позволили ещё больше занизить линию длинного капота, который сам по себе был невысоким за счёт того, что двигатель оснащался системой смазки с сухим картером.
Мотор, установленный под капотом Ghibli, был весьма мощным и высокотехнологичным: полностью литой из алюминия с четырьмя распределительными валами и четырьмя карбюраторами при объёме 4719 см³ он выдавал 340 л. с. и разгонял приземистое купе с низким центром тяжести до 265 км/ч.
Также покупателю был предложен 4,9-литровый двигатель серии SS с мощностью 355 л. с. и разгоном до 100 км/ч за 6 секунд. На выбор предлагались 4-скоростная автоматическая КПП или 6-скоростная механика. Обе подвески были полностью независимыми, с электронными регулировками четырёх положений: передняя на подвеске Макферсона со стабилизатором поперечной устойчивости, задняя — на телескопических амортизаторах. Передние и задние дисковые тормоза имели ABS в двойных независимых гидроприводах с сервоусилителями. У автомобиля было два независимых бензобака по 50 литров каждый.

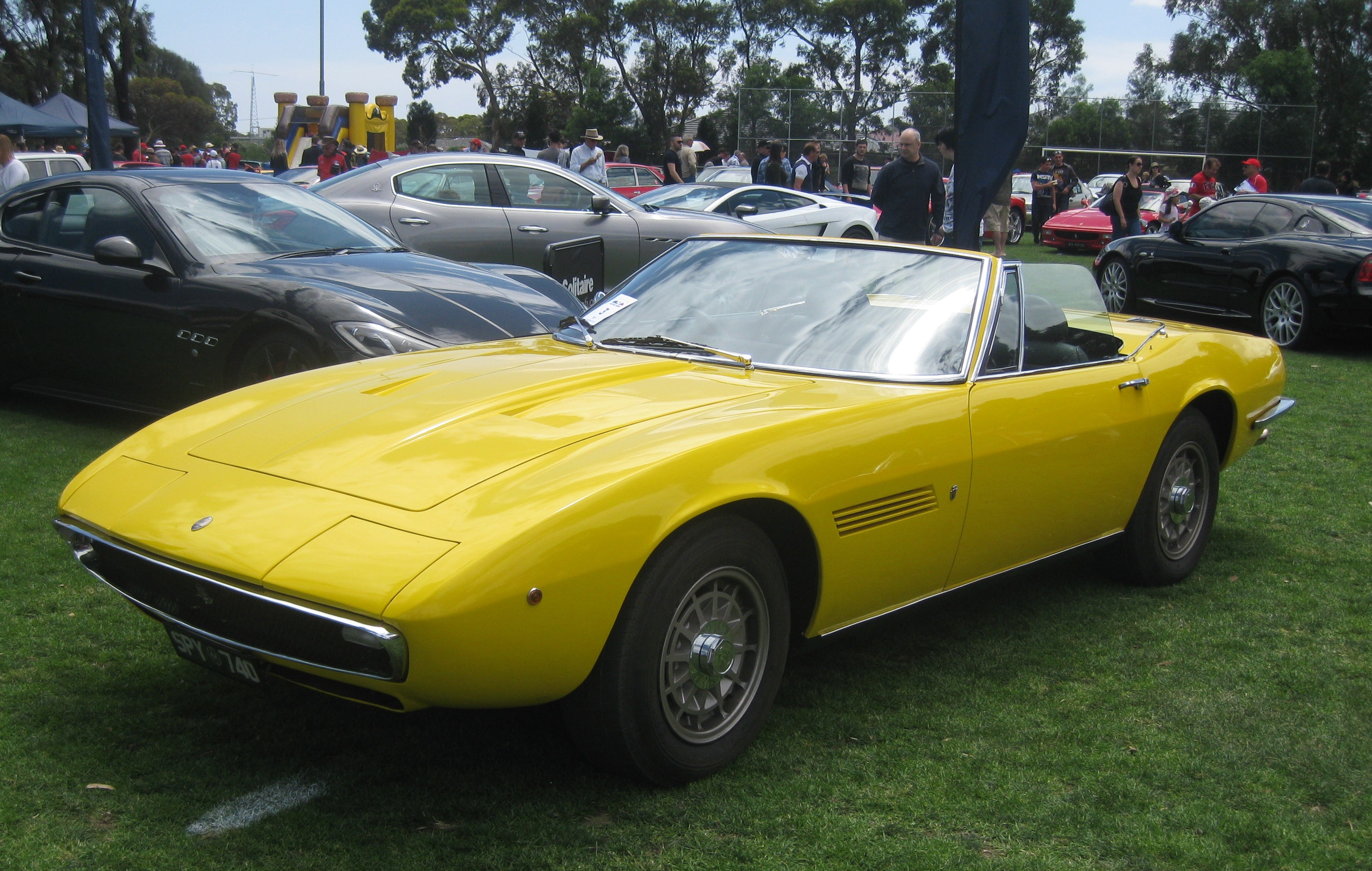
Maserati Ghibli Spyder

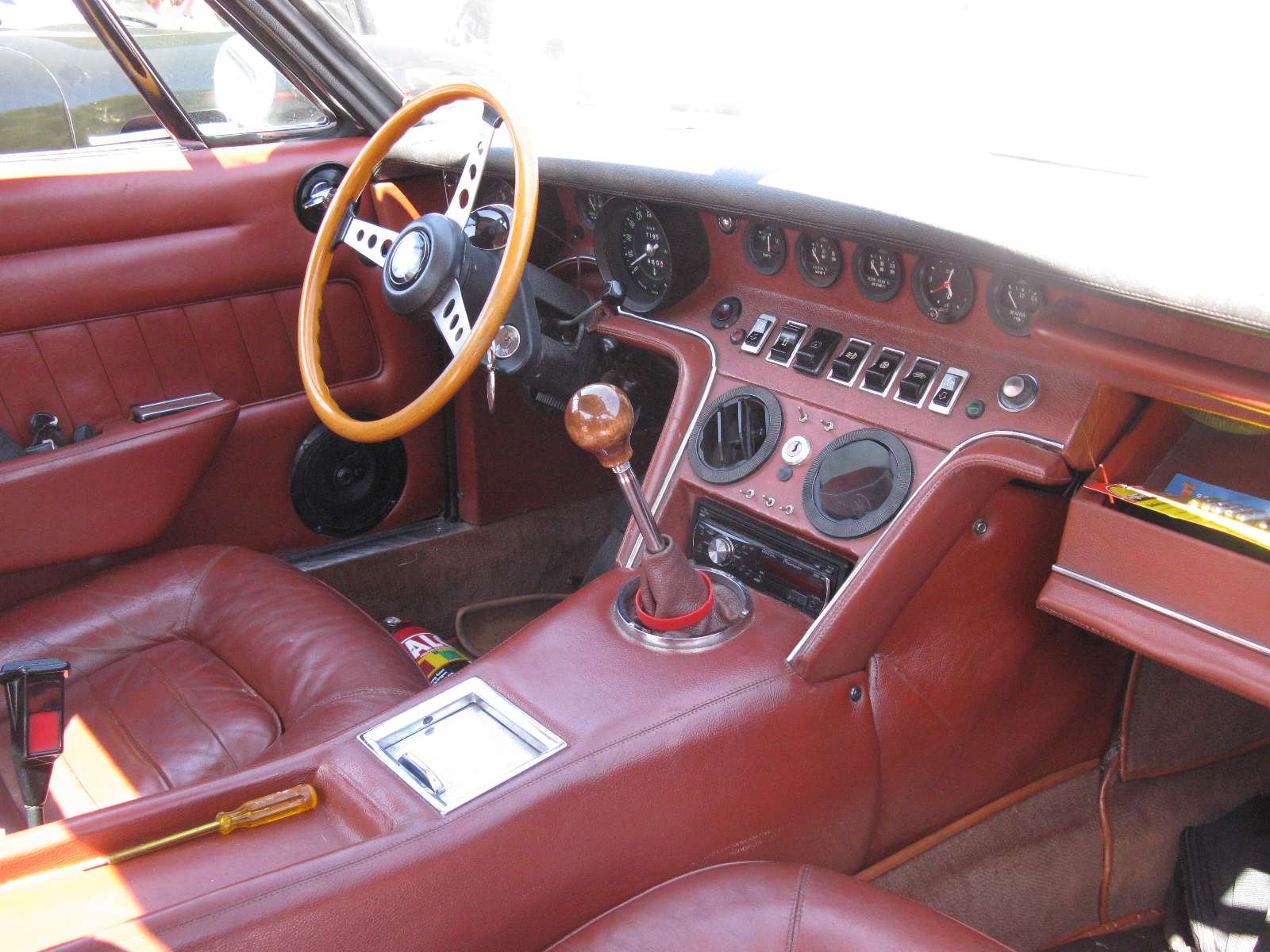
Интерьер

Салон обеспечивал водителю и пассажирам высокий уровень комфорта, не характерный для остальных, классических спорткаров середины 1960-х: кожа Connolly и деревянные панели, автоматическая система кондиционирования воздуха, электропривод зеркал, центральный замок, трёхточечные ремни безопасности и регулируемые сидения.
Хотя задняя подвеска и была подрессоренной, тем не менее управляемость была весьма хорошей, а в комбинации с высоким оснащением модель имела уровень продаж выше, чем её более дорогой конкурент — Lamborghini Miura.
Из 1300 экземпляров 125 были выпущены с открытым кузовом Spyder (можно было заказать жёсткий верх или складывающийся мягкий). 25 Spyder оснащались двигателями SS.